# Heterixalus carbonei
Heterixalus carbonei Vences, Glaw, Jesu e Schimmenti, 2000 è una rana della famiglia Hyperoliidae, endemica del Madagascar.

## Distribuzione e habitat
La specie, endemica del Madagascar, ha un areale frammentato che ricade in parte all'interno del Parco nazionale di Kirindy-Mitea e della Riserva naturale integrale Tsingy di Bemaraha nel Madagascar occidentale, e in parte nel Parco nazionale della Montagna d'Ambra nel Madagascar settentrionale.
Popola le aree di foresta decidua secca del Madagascar occidentale e la foresta pluviale del Madagascar settentrionale, dal livello del mare sino a 900 m di altitudine, in prossimità dei corsi d'acqua.